# Тувия, дева Марса
«Тувия, дева Марса» — четвёртый роман барсумской серии Эдгара Райса Берроуза. Главными персонажами являются Карторис — сын Джона Картера и Тувия, принцесса Птарса, впервые упомянутые в романе «Боги Марса». Берроуз начал написание этого романа в апреле 1916 году, рукопись была готова 20 июня. Роман был опубликован в еженедельнике All-Story Weekly в 1916 году (выпуски от 8, 15 и 22 апреля). Первое книжное издание вышло в октябре 1920 году.

## Сюжет
Роман аналогичен предыдущим: главная сюжетообразующая конструкция — похищение марсианской принцессы. Принцесса Птарса — Тувия, обручена с Кулан Титом — правителем Каола, но её преданно любит сын Джона Картера — Карторис. Одновременно её домогается принц Дузара — Асток, и в конечном итоге похищает Тувию. Карторис находит её в древнем разрушенном городе Аанторе, где располагается ставка зелёной орды Торкаса. По пути в Гелиум, Карторис и Тувия приходят в город Лотар, где живут потомки белых марсиан, чрезвычайно развившие свои телепатические способности. Они способны создавать физически ощутимые фантомы, которые в первую очередь служат воинами.
Похищение Тувии тем временем поставило Гелиум на грань войны с Каолом и Птарсом, поскольку в похищении был обвинён Карторис. В финале романа благородный Кулан Тит соединяет руки своей бывшей невесты и Карториса.

## Персонажи
- Принц Гелиума Карторис — сын Джона Картера и Деи Торис.
- Принцесса Птарса — Тувия, дочь Туван Дина, правителя Птарса. Впервые появляется в романе «Боги Марса» как рабыня тарнов — потомков белых марсиан.
- Кар Комак — призрачный лучник лотарианцев, который оказался астральной проекцией одного из великих воинов древности. Способен сам создавать свои астральные копии.
- Асток — принц Дузара, одного из марсианских государств. Страстно влюблён в Тувию, но отличаясь мелкой душой, готов пойти на насилие.

## Прочее
- В романе впервые описан автопилот — изобретение Карториса. Этот аппарат совмещает функции путеуказателя и радара, способен отклонять летательный аппарат от курса в случае его совпадения с другим кораблём, и даже самостоятельно совершать посадку[1].

## Оригинальный текст
- Text of the novel at Project Gutenberg
- Edgar Rice Burroughs Summary Project page for Thuvia, Maid of Mars